# Francesco Carnevali
Francesco Carnevali (Pesaro, 8 ottobre 1892 – Urbino, 30 settembre 1987) è stato un artista e scrittore italiano.
In particolare è stato un pittore, che ha dedicato gran parte della propria carriera artistica all'illustrazione di opere letterarie, e uno scrittore. Nelle sue opere, sia artistiche che letterarie, si è contraddistinto per uno stile molto arguto e fantasioso.
Viene considerato come uno dei grandi maestri della Scuola del Libro di Urbino

## Biografia
Crebbe in un ambiente familiare colto e raffinato; ebbe i primi contatti con le arti figurative grazie alla frequentazione del Museo Oliveriano di Pesaro, di cui lo zio materno era sovrintendente.
Durante gli anni liceali frequentò anche un corso serale di Arti e Mestieri, dove iniziò a fare le sue prime prove di disegno e dove conobbe il pittore Fernando Mariotti, a cui sarà legato da una significativa amicizia. Allo stesso tempo frequentò la biblioteca degli amici Vittorio e Gino Picciola; esperienza che arricchirà la sua cultura letteraria, interessandosi alle poesie di Pascoli,  Govoni e Palazzeschi; tramite la rivista Emporium ammirò i disegni di Rackman e Doudelet. Alla fine del Liceo, s'iscrisse all'Istituto per la Decorazione e l'Illustrazione del Libro di Urbino, che frequenterà dal 1912 al 1915. In questo periodo Carnevali verrà segnato profondamente dalle lezioni di storia dell'arte di Lionello Venturi, che accrebbero ulteriormente in lui l'interesse per i periodi artistici di transizione, in particolare il periodo tra il XIV e il XV secolo. Nel 1916, dopo pochi mesi dallo scoppio della prima guerra mondiale, fu congedato per malattia.
Trasferitosi a Roma, nel 1918 partecipò, su proposta di Francesco Sapori, alla redazione de "la Giberna" (giornale per soldati); sempre nello stesso anno espose a Roma, alla 87ª Mostra degli Amatori e Cultori d'Arte.
Dal 1925 intraprese un fecondo rapporto di collaborazione con Francesco Sapori, a cominciare dall'illustrazione di una novella fino ai più significativi disegni per il "Calendario Poetico". Da questo rapporto con Sapori, si svilupperà anche un proficuo rapporto (dal 1920 al 1926) con Luigi Bertelli, direttore de "il Giornalino della Domenica", per il quale realizzerà sue illustrazioni, per le storie di Luciano De Nardis, D'Alba Dandolo, Vamba e Fanciulli, oltre a propri racconti. Questa collaborazione porterà Carnevali ad esporre in numerose mostre, come alla Primaveriledi Palazzo Pitti (1922).
Dal 1924 al 1926, illustrerà varie di poesie della corrente Crepuscolare, in particolare quelle di: Guido Gozzano, Avelardi, Ghiron e Fantini. Parteciperà con successo alle varie edizioni della rassegna di Arte Pura e Decorativa, organizzate da Luigi Serra a Urbino.
Dal 1920 al 1930, si impone non solo nelle esposizioni di ambito regionale ma anche in molte rassegne internazionali. Il capolavoro di questo periodo sembra essere la serie di acquarelli per "la Dodicesima Notte" di William Shakespeare, editi nel 1939 ad opera dell'editore americano Macy, ma già realizzate da Carnevali tra il 1932 e il 1935.
Nel 1943 (fino al 1962) vienne nominato direttore della Scuola, presso la quale si era diplomato, e dove, fin dal 1925, aveva insegnato. Nel secondo dopoguerra, Carnevali intraprese anche la carriera letteraria, scrivendo, tra il 1953 e il 1967, la "Favola di un luogo della Terra", libro di oltre 3000 pagine, più dal carattere di saga che di narrazione fiabesca.
Nella sua produzione letteraria, Carnevali fu molto attento nel valorizzare la cultura del proprio territorio. Infatti per questo suo interesse ricoprì anche le cariche di: vicepresidente (1946 - 1948), presidente della commissione artistica (1947 - 1969) ed infine presidente (1970-1986) dell'Accademia Raffaello.
Si spense la sera del 30 settembre 1987, in Urbino.

## Scritti
- Cento anni di vita dell'Istituto d'Arte di Urbino, Urbino, Istituto Statale d'Arte, 1961.
- Emilio Antonioni e la sua pittura, con L. Anselmi, Urbino, STEU, 1967.
- Testimonianza per Fernando Mariotti pittore pesarese, Urbino, STEU, 1971.
- Favola di un luogo della Terra. Libro I. Tre giorni di settembre, Urbino, Argalia editore, 1972.
- Favola di un luogo della Terra. Libro II. Storie del tardo autunno e dell'inverno., tomo I, Urbino, Argalia editore, 1972.
- Favola di un luogo della Terra. Libro II. Storie del tardo autunno e dell'inverno., tomo II, Urbino, Argalia editore, 1972.
- Favola di un luogo della Terra. Libro II. Storie del tardo autunno e dell'inverno., tomo III, Urbino, Argalia editore, 1972.

## Riconoscimenti
- Premio Caran d'Ache una vita per l'illustrazione al Salone Internazionale dei Comics (1982)

- La città di Urbino ha intitolato all'artista una via nella periferia della città.